# العلاقات السلوفينية القبرصية
العلاقات السلوفينية القبرصية هي العلاقات الثنائية التي تجمع بين سلوفينيا وقبرص.

## مقارنة بين البلدين
هذه مقارنة عامة ومرجعية للدولتين:
| وجه المقارنة                                              | سلوفينيا                                                      | قبرص                                                                 |
| --------------------------------------------------------- | ------------------------------------------------------------- | -------------------------------------------------------------------- |
| المساحة (كم2)                                             | 20.27 ألف                                                     | 9.24 ألف                                                             |
| عدد السكان (نسمة)                                         | 2.07 مليون                                                    | 1.14 مليون                                                           |
| الكثافة السكانية (ن./كم²)                                 | 102.12                                                        | 123.38                                                               |
| العاصمة                                                   | ليوبليانا                                                     | نيقوسيا                                                              |
| اللغة الرسمية                                             | اللغة السلوفينية، اللغة الإيطالية، لغة مجرية                  | اليونانية الحديثة، اللغة التركية، لغة يونانية                        |
| العملة                                                    | يورو، تولار سلوفيني                                           | يورو، جنيه قبرصي                                                     |
| الناتج المحلي الإجمالي (بليون دولار)                      | 48.77 مليار                                                   | 21.65 مليار                                                          |
| الناتج المحلي الإجمالي (تعادل القوة الشرائية) بليون دولار | 66.01 مليار                                                   | 26.73 مليار                                                          |
| الناتج المحلي الإجمالي الاسمي للفرد دولار أمريكي          | 20.73 ألف                                                     | 23.24 ألف                                                            |
| الناتج المحلي الإجمالي للفرد دولار أمريكي                 | 30.40 ألف                                                     | 30.24 ألف                                                            |
| مؤشر التنمية البشرية                                      | 0.880                                                         | 0.850                                                                |
| رمز المكالمات الدولي                                      | +386                                                          | +357                                                                 |
| رمز الإنترنت                                              | .si                                                           | .cy                                                                  |
| المنطقة الزمنية                                           | توقيت وسط أوروبا، ت ع م+01:00، ت ع م+02:00، أوروبا/ليوبليانا ‏ | ت ع م+02:00، ت ع م+03:00، توقيت شرق أوروبا، توقيت شرق أوروبا الصيفي ‏ |

## مدن متوأمة
في ما يلي قائمة باتفاقيات التوأمة بين مدن سلوفينية وقبرصية:
- ترتبط سلوفينج غرادتس مع Morphou [الإنجليزية]‏ باتفاقية توأمة.[15]
- ترتبط شكوفجا لوكا مع Agros, Cyprus [الإنجليزية]‏ باتفاقية توأمة.

## منظمات دولية مشتركة
يشترك البلدان في عضوية مجموعة من المنظمات الدولية، منها:
| علم المنظمة | اسم المنظمة                               | تاريخ انضمام سلوفينيا | تاريخ انضمام قبرص |
| ----------- | ----------------------------------------- | --------------------- | ----------------- |
|             | المنظمة الأوروبية لسلامة الملاحة الجوية   | 1995                  | 1991              |
|             | المنظمة الهيدروغرافية الدولية             | ?                     | ?                 |
|             | منظمة الشرطة الجنائية الدولية             | ?                     | ?                 |
|             | الاتحاد البريدي العالمي                   | ?                     | ?                 |
|             | منظمة التجارة العالمية                    | ?                     | ?                 |
|             | الفريق المعني برصد الأرض                  | ?                     | ?                 |
|             | مجموعة الموردين النوويين                  | ?                     | ?                 |
|             | مؤسسة التنمية الدولية                     | 25 فبراير 1993        | 2 مارس 1962       |
|             | منظمة الأمن والتعاون في أوروبا            | 24 مارس 1992          | 25 يونيو 1973     |
|             | مؤسسة التمويل الدولية                     | 25 فبراير 1993        | 2 مارس 1962       |
|             | مجلس أوروبا                               | ?                     | ?                 |
|             | منظمة حظر الأسلحة الكيميائية              | ?                     | ?                 |
|             | الأمم المتحدة                             | 22 مايو 1992          | 20 سبتمبر 1960    |
|             | الاتحاد الدولي للاتصالات                  | 16 يونيو 1992         | 24 أبريل 1961     |
|             | الاتحاد الأوروبي                          | 1 مايو 2004           | 1 مايو 2004       |
|             | البنك الدولي للإنشاء والتعمير             | 25 فبراير 1993        | 21 ديسمبر 1961    |
|             | مجموعة أستراليا                           | 2004                  | 2000              |
|             | المركز الدولي لتسوية المنازعات الاستشارية | 6 أبريل 1994          | 25 ديسمبر 1966    |
|             | وكالة ضمان الاستثمار متعدد الأطراف        | 19 مارس 1993          | 12 أبريل 1988     |
|             | يونسكو                                    | 27 مايو 1992          | 6 فبراير 1961     |

## وصلات خارجية
- موقع وزارة الخارجية السلوفينية
- موقع وزارة الخارجية القبرصية